# فرد بارتون
فرد بارتون (بالإنجليزية: Fred Barton)‏ هو موزع وعازف بيانو وملحن أمريكي، ولد في 20 أكتوبر 1958.